# Identifikacija stanice
Identifikacija stanice (ident, mrežni ID, ID kanala ili bamper) praksa je da se radijske i televizijske stanice i mreže identifikuju u etru, obično pomoću pozivnog znaka ili imena robne marke (ponekad poznato, posebno u Sjedinjenim Državama, kao „saunder” ili „stinger”, generalno kao ID postaje ili mreže). To može biti da se zadovolje zahtevi nadležnih tela za licenciranje, oblik brendiranja ili kombinacija oba. Kao takva, usko je povezana s produkcijskim logotipima koji se podjednako koriste na televiziji i u kinematografiji.

## Spoljašnje veze
- TV Live Station ID Search Архивирано на веб-сајту  (2. новембар 2023)
- Tophour – recordings of U.S. radio station identifications
- Television Graphics through the ages
- Radio-Locator search engine of all of the radio stations in the world with websites, searchable by location and call sign.